# Andrena pesleria
Andrena pesleria är en biart som beskrevs av Gusenleitner 1998. Andrena pesleria ingår i släktet sandbin, och familjen grävbin. Inga underarter finns listade i Catalogue of Life.